# Luisa González
Luisa Magdalena González Alcívar (Quito, 22 de noviembre de 1977) es una abogada y política ecuatoriana que se desempeñó en diversos cargos durante el gobierno del expresidente Rafael Correa. Fue candidata presidencial en las elecciones de 2023y en las de 2025, en ambas ocasiones en representación del movimiento Revolución Ciudadana.Actualmente es la presidenta del Movimiento Revolución Ciudadana desde el 18 de noviembre del 2023.

## Biografía
Nació el 22 de noviembre de 1977, . Debido a que sus padres estaban de vacaciones en la ciudad de Quito, ella nació en la parroquia Chimbacalle, ubicada en el sur de la ciudad. Posteriormente sus padres retornaron a la parroquia Canuto del cantón Chone (Manabí), donde creció.
Realizó sus estudios primarios en la escuela religiosa Mercedes en la ciudad de Calceta y la secundaria en el colegio María Angélica Idrobo en Quito, donde se graduó de bachiller en abril de 2000 a la edad de 22 años. González se casó a los 15 años, fue madre a los 16 y se divorció a los 22 años. Tiene un hijo de ese matrimonio y se identifica como evangélica.
A los 23 años inició sus estudios universitarios en la Universidad Central del Ecuador, aunque no los concluyó. Posteriormente, se graduó de abogada en la Universidad Internacional del Ecuador. También obtuvo una maestría en Alta Gerencia en el Instituto de Altos Estudios Nacionales y otra en Economía Internacional y Desarrollo en la Universidad Complutense de Madrid.

### Carrera profesional
Entre 2002 y 2003, laboró en UniBanco, una entidad bancaria ubicada en Quito. Entre 2004 y 2005, fue asistente de investigación en la Universidad Internacional del Ecuador. Luego, desempeño funciones de asistente de abogacía en Petroecuador.  A principios de 2007, se incorporó al Cuerpo de Ingenieros del Ejército del Ecuador. En ese mismo año, trabajo en la compañía Integradas Solutions S. A, dedicada a la comercialización de equipos electrónicos y a la producción de software, donde laboró hasta febrero de 2008.
En marzo de 2008, pasó a trabajar para el gobierno de Rafael Correa. Su primer cargo fue de asesora de la Secretaría de Comunicación e Información de la Presidencia del Ecuador, y ese mismo año se convirtió en coordinadora general de Recursos Humanos, Desarrollo Institucional y Capacitación de la Superintendencia de Compañías. En 2010, asumió el rol de coordinadora general de agenda estratégica presidencial en la Presidencia. 
Para 2011, fue designada como vicecónsul del Ecuador en Madrid. En 2014, regresó al país, siendo nombrada como viceministra de Gestión Turística en el Ministerio de Turismo y luego como ministra encargada. En 2015, fue nombrada subsecretaria encargada de la agenda presidencial y, posteriormente, secretaria general de Despacho Presidencial. Ese mismo año, volvería a Madrid, siendo designada cónsul general del Ecuador en dicha ciudad.
En 2016, asumió el rol de subsecretaria general de la Administración Pública. En 2017, se desempeñó como asesora en la empresa Correos del Ecuador. El 4 de enero de 2017, fue designada por el presidente Correa como secretaria nacional de la Administración Pública. El 24 de mayo, el entrante presidente, Lenín Moreno, decretó suprimir la secretaría.
El 19 de mayo de 2017, fue nombrada ministra de Trabajo, en calidad de encargada. Mantuvo este cargo hasta el cambio de mando presidencial.
También fue secretaria general de la Intendencia de Compañías de Quito en la Superintendencia de Compañías, y cónsul general del Ecuador en Alicante.
En 2018 fue nombrada secretaria nacional del Parlamento Andino y en 2019 se desempeñó como asesora en el mismo organismo.

## Carrera política
En las elecciones legislativas de 2007, fue candidata alterna a la Asamblea Constituyente, para representar a la provincia de Pichincha por el Partido Social Cristiano (PSC).

### Asambleísta

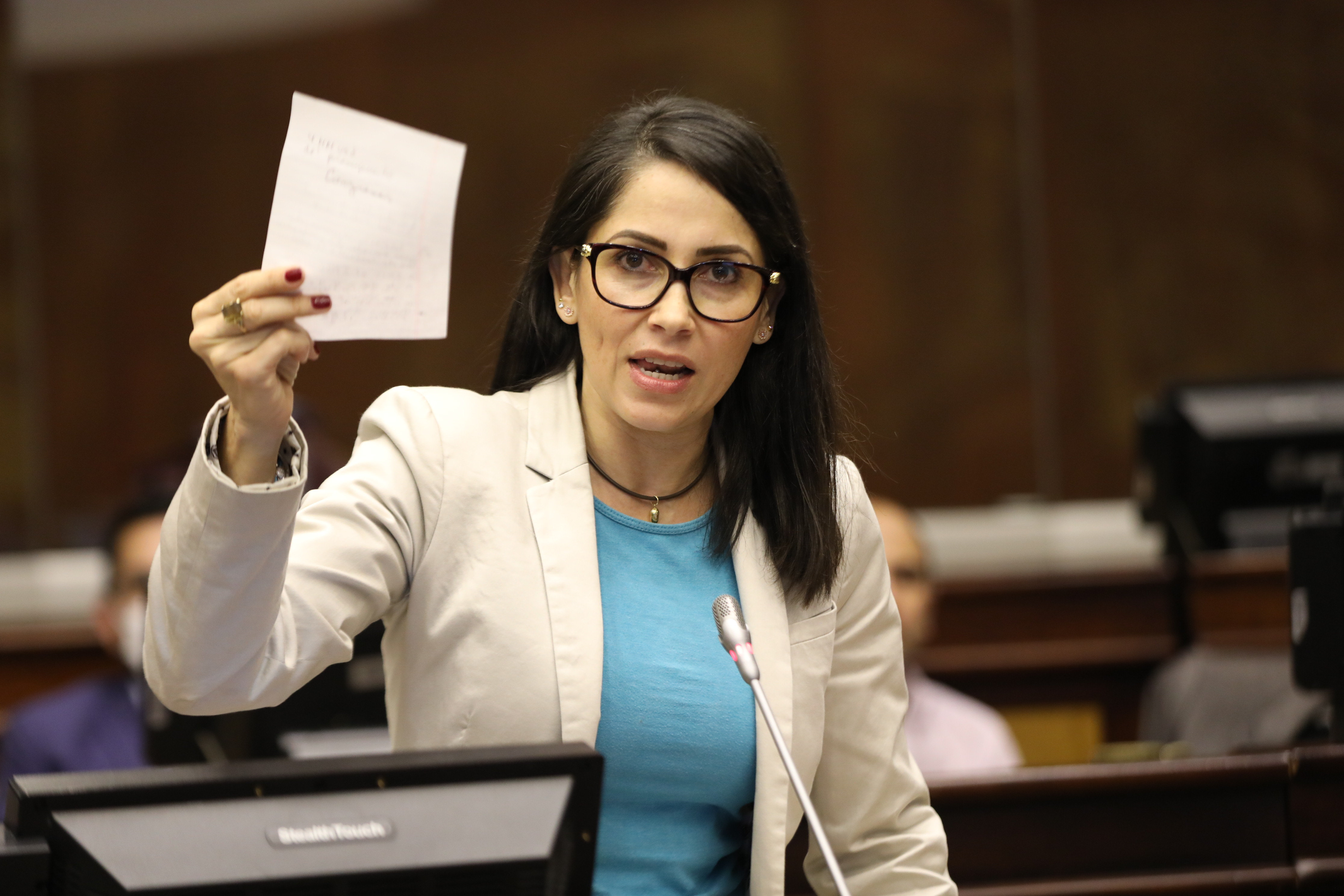
González en un pleno de la Asamblea

Fue electa asambleísta en las elecciones legislativas de 2021, en representación de Manabí, por la alianza Unión por la Esperanza. Fue posesionada el 14 de mayo del mismo año.
El 17 de mayo de 2023, a tempranas horas de la mañana, el presidente Guillermo Lasso firmó el Decreto Ejecutivo 741, en el que activó el artículo 148 de la Constitución nacional, denominado «muerte cruzada», argumentando en su decreto «grave crisis política y conmoción interna»; disolviendo la Asamblea Nacional y convocando a elecciones presidenciales y legislativas extraordinarias.

### Candidatura presidencial 2023
El 10 de junio de 2023, Luisa González fue designada candidata presidencial por la Revolución Ciudadana para las elecciones anticipadas de ese año, luego de que Jorge Glas declinara su participación. Su compañero de fórmula fue Andrés Arauz, quien se postuló como candidato a la vicepresidencia.
El 13 de junio, mientras se dirigía al Consejo Nacional Electoral (CNE) para inscribir su candidatura, acompañada de sus simpatizantes, la Policía Nacional lanzó gas pimienta contra el grupo. La presidenta del movimiento Revolución Ciudadana, Marcela Aguiñaga, denunció el uso de gas lacrimógeno por parte de la Policía y exigió condiciones democráticas y electorales adecuadas. González declaró que le lanzaron gas directamente en el rostro, lo que le causó enrojecimiento, pero fue atendida en el centro médico del CNE. Por su parte, la Policía Nacional afirmó que utilizó agentes químicos de manera progresiva e indirecta para mantener el orden público debido al comportamiento hostil de un grupo de personas. A pesar de este incidente, González logró inscribir su candidatura al final del día.
El 16 de junio, el CNE rechazó la inscripción del binomio González-Arauz, argumentando que su partido no había presentado el plan de trabajo requerido. Sin embargo, concedió un plazo de 48 horas para subsanar la observación. Al día siguiente, la presidenta de la Revolución Ciudadana afirmó que el requisito estaba siendo corregido, y el 20 de junio, la candidatura fue aceptada.
Durante la campaña, González recorrió el país en caravanas junto a su compañero de fórmula y candidatos a la Asamblea. Su estrategia se enfocó en evocar el gobierno de Rafael Correa y utilizar lemas como «Volveremos a ser patria» y «El resurgir de la patria»; se comprometió a convertir al expresidente Correa en su principal asesor. En redes sociales, impulsó su campaña con imágenes caricaturizadas de borregos en respuesta a la oposición y mantuvo una activa presencia en TikTok. Presentó a Guillermo Lasso como su principal adversario y cerró su campaña en Guayaquil, en el sector Cristo del Consuelo. Entre sus propuestas destacaban la reubicación de la Penitenciaría del Litoral, la creación de dos nuevas universidades, la expansión del metro de Quito hasta Calderón y una mayor inversión en seguridad nacional. Aseguró que trataría a Estados Unidos con igualdad respecto a otros países y enfatizó la necesidad de respetar la «autodeterminación» de su país.
En la primera vuelta electoral, González obtuvo el 33,61 % de los votos, lo que le permitió avanzar a la segunda vuelta programada para el 15 de octubre. En esta etapa, se enfrentó al empresario y exasambleísta Daniel Noboa, de Acción Democrática Nacional (ADN), quien obtuvo el 23,47 %.
El 1 de septiembre, denunció ante la Fiscalía General del Estado que había recibido amenazas de muerte, por lo que el Estado ecuatoriano le asignó protección militar.
En la segunda vuelta, González obtuvo el 48,17 % de los votos, quedando en segundo lugar detrás de Daniel Noboa.

### Candidatura presidencial 2025

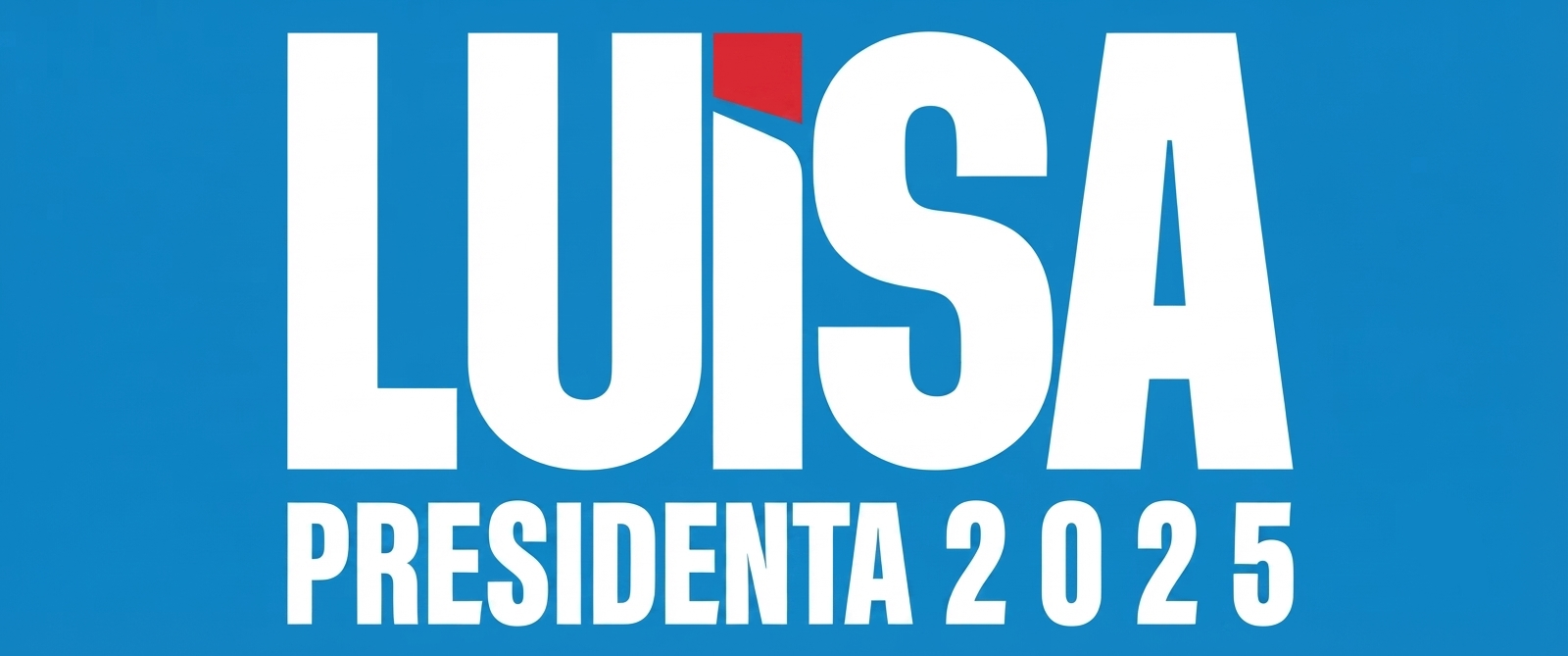
Logo de la campaña de González en 2025

El 18 de noviembre de 2023, fue designada presidenta del Movimiento Revolución Ciudadana en sustitución de Marcela Aguiñaga. En febrero de 2024, González se registró como precandidata para una segunda campaña presidencial en las próximas elecciones presidenciales de 2025 postulándose para la nominación del Movimiento Revolución Ciudadana (RC).
En junio de 2024, la prefecta de la provincia de Pichincha, Paola Pabón, anunció que también competiría por la nominación del RC, desafiando así a González. Sin embargo en agosto de 2024, Pabón retiró su candidatura, dejando a González como la única aspirante a la nominación presidencial del RC.
El 10 de agosto de 2024, González se convirtió en la candidata oficial del Movimiento Revolución Ciudadana para la presidencia en las elecciones de 2025. El partido también nombró al exministro de Economía y Finanzas, Diego Borja, como su compañero de fórmula. También recibió el apoyo del Movimiento RETO de Paúl Carrasco tras una alianza con su movimiento.
Durante su campaña se centró en criticar la gestión de Daniel Noboa en seguridad, derechos humanos y energía, proponiendo regresar al modelo de Rafael Correa con reformas que refuercen el papel del Estado. Presentó el Plan PROTEGE para la reinserción social y la prevención del crimen, pero su campaña fue marcada por denuncias, como las acusaciones de contratos irregulares de su vicepresidente, Diego Borja, con el Estado.
Su estrategia de comunicación utilizó un diseño sencillo y el color turquesa, destacando la figura de Correa. Se apoyó en mítines, medios afines y redes sociales para conectar con los votantes, además de diferenciarse de su movimiento a través de un video biográfico. Durante el debate llevado a cabo el 19 de enero, atacó al gobierno de Noboa y defendió su plan de gobierno, enfrentando críticas de otros candidatos, en particular de Andrea González.
En la primera vuelta, celebrada el 9 de febrero, se enfrentó al presidente Daniel Noboa, logrando un 44% de los votos frente al 44,17% de Noboa, lo que ha llevado a una segunda vuelta programada para el 13 de abril.
De cara a la segunda vuelta, González recibió apoyo de Carlos Rabascall excandidato presidencial en los comicios, la confederación de pueblos indígenas campesinos (FEI), la organización política Asamblea Nacional Ciudadana,Plataforma del Poder Popular de Ecuadordel Partido Socialista Ecuatoriano,Movimiento Centro Democrático, y otras organizaciones sociales como: Confederación de Pueblos y Nacionalidades Indígenas de la Costa Ecuatoriana (Conaice), Pueblo Montuvio, Conaie y Pachakutik de Leonidas Iza.Asi como el apoyo del excandidato y empresario Jan Topić.
En esta instancia también de cara a la segunda vuelta electoral surgió una polémica en torno a la propuesta de "dolarización a la ecuatoriana" planteada por las asambleístas de la Revolución Ciudadana Paola Cabezas y Gissela Garzón, quienes sugirieron la creación de "ecuadólares" y la promoción de transacciones digitales, lo que generó críticas tanto en redes sociales como en el sector empresarial. Por su parte González, se distanció de estas declaraciones, afirmando que sus compañeras "se enredaron en un tema que no dominan" y reafirmando su apoyo al dólar como la única moneda oficial del país. Esta controversia se intensificó cuando Nataly Morillo, asambleísta del partido oficialista, denunció a Cabezas por presunto pánico económico, argumentando que sus comentarios han causado incertidumbre en la población.

## Controversias
En 2019 se realizó un examen que reveló que González había utilizado el avión presidencial para viajar a varios países, tales como Trinidad y Tobago, Emiratos Árabes Unidos, Luxemburgo, Panamá, Cabo Verde, Belice y Barbados, cuando era funcionaria del Gobierno de Rafael Correa, sin presentar una solicitud oficial al Presidente de la República. La Contraloría General del Estado la encontró responsable por un total de USD 880 473 debido al uso irregular del avión presidencial para viajar a estos destinos.
Durante su período como asambleísta de UNES también se vio envuelta en polémicas. El 3 de febrero de 2022 durante el debate de la sesión 758 de la Asamblea Nacional, en el que se discutía la despenalización del aborto en casos de violación, González adoptó una postura a favor de la vida, dado que no existía un marco regulatorio apropiado, indicando que la sentencia de la Corte Constitucional intentaba legalizar el aborto libre y voluntario. Además, objetó el proyecto de ley de Higiene y Salud Menstrual, que incluía, entre otras cosas, la distribución gratuita de toallas sanitarias.

## Posiciones políticas
González ha sido ampliamente identificada como política de izquierda en el espectro político, y apoyada por el expresidente Rafael Correa. Ha criticado al también expresidente Guillermo Lasso y ha prometió revisar todos los decretos presidenciales y acciones ejecutivas emitidas después de la muerte cruzada. Su ideología política se considera de socialista y afín a las ideas del socialismo del siglo XXI.
Sin embargo, durante su periodo como miembro de la Asamblea Nacional, adoptó una postura conservadora en temas sociales: declaró ser provida y se opuso a la ley de aborto por violación en el 2021. En sus inicios, González se identificó hacia la derecha en el espectro político y fue miembro del Partido Social Cristiano.
También, ha afirmado que trataría a Estados Unidos de la misma manera que otros países y ha insistido en que debería respetar la «autodeterminación» de su nación. Se le ha descrito como animalista y declaró ser «defensora de los derechos de los animales».
Durante la campaña electoral de las elecciones presidenciales de 2023, mencionó en repetidas ocasiones que en caso de ser electa presidenta volvería a implementar el programa político del gobierno de Rafael Correa, y prometió reintroducir los programas sociales y de bienestar que Correa implementó durante su presidencia. Además, anuncio planes para utilizar 2500 millones de dólares de las reservas internacionales para abordar la economía e invertir en infraestructura pública. También negó que indultaria a Correa por su condena por corrupción en caso de ser elegida.
En la consulta popular de 2023, respaldó la medida que habría permitido la explotación petrolera en el parque nacional Yasuní, argumentando que beneficiaría los presupuestos destinados a la educación y la economía.
En la campaña electoral de la segunda vuelta, González en una entrevista el 8 de septiembre sostuvo que «Venezuela tiene mejores condiciones de vida que Ecuador», lo cual género polémica en un principio. Sin embargo, un día después, aclaró que no fue muy específica con su respuesta y que se refería a las condiciones de «supervivencia física».